# Resolución 138 del Consejo de Seguridad de las Naciones Unidas
La resolución 138 del Consejo de Seguridad de las Naciones Unidas, adoptada el 23 de junio de 1960, después de una queja de que la transferencia de Adolf Eichmann desde a Argentina a Israel constituía una violación a la soberanía de la primera, el Consejo declaró que dichos actos, si fuesen repetidos, podrían poner en peligro la paz internacional y la seguridad, y solicitó a Israel hiciera la reparación adecuada en concordancia con la Carta de las Naciones Unidas y las reglas de la ley internacional. Israel sostuvo la posición de que el asunto estaba más allá de la competencia del Consejo y que en cambio debería ser resuelto a través de negociaciones bilaterales directas.
La resolución 138 fue aprobada por ocho votos a favor contra ninguno en contra; la República Popular de Polonia y la Unión Soviética se abstuvieron. Argentina estuvo presente pero no participó en la votación.